# Gary Wilkinson
Gary Wilkinson, né le 7 avril 1966, est un joueur de snooker anglais, professionnel de 1987 à 2006.
Malgré un meilleur classement qui s'élève à la 5e place mondiale, Wilkinson n'a jamais remporté le moindre tournoi classé, et n'a disputé qu'une seule finale, à l'Open de Grande-Bretagne 1991. Ayant connu une progression très rapide au début des années 1990, l'Anglais n'a jamais su confirmer ses exploits de jeunesse. 

## Carrière

### Débuts (1987-1988)
Gary Wilkinson accède au circuit professionnel en 1987. Deux ans plus tard, il se qualifie pour le championnat du monde de snooker, faisant sa première apparition dans ce tournoi. Il y affronte le jeune Stephen Hendry, déjà classé à la 4e place mondiale, et propose une prestation de qualité, ne s'inclinant que d'une seule manche (10-9). 

### Ascension fulgurante (1989-1992)
Lors de la saison 1989-1990, l'Anglais connait ses premières performances dans les tournois comptant pour le classement, atteignant le dernier carré dans trois épreuves, dont le prestigieux championnat du Royaume-Uni, où il n'est battu que par Steve Davis, au terme d'une manche décisive (9-8). 
Wilkinson ne tarde pas à rejoindre sa première finale, à l'Open de Grande-Bretagne 1991, après avoir renversé Jimmy White en demi-finale. Cette finale, qu'il perd sur le score de 10 à 9 face à Stephen Hendry, restera l'unique finale de sa carrière dans un tournoi classé. Seulement quelques semaines plus tard, Wilkinson est quart de finaliste au championnat du monde, son meilleur résultat dans ce tournoi. Sa constance dans les tournois les mieux dotés le propulse à la 5e place du classement mondial, mais il ne se maintient parmi les seize meilleurs joueurs de snooker au monde que pendant deux saisons, passant de la 8e à la 17e place en 1993. 

### Manque de confirmation (1993-1999)
Pendant plusieurs années, Wilkinson n'est pas loin retrouver de retrouver le niveau qui était le sien au début de sa carrière, se retrouvant même plusieurs fois à la 17e position du classement mondial, aux portes du top 16. Au cours de cette période pauvre en résultats, il réussit tout de même à rejoindre un autre quart de finale au championnat du monde, égalant sa meilleure performance dans cette compétition.  

### Déclin et retraite (2000-2006)
Les résultats de Wilkinson se dégradent davantage à partir du début des années 2000. Après deux saisons lors desquelles Wilkinson n'a obtenu aucune qualification pour des tournois de classement, l'Anglais décide de mettre un terme à sa carrière de joueur en 2006. 

## Après le snooker
Après avoir abandonné le circuit principal, il joue sur le circuit PIOS tout en travaillant comme assistant de tournoi pour le World Snooker Tour.

## Palmarès
| Légende | Catégorie                        | Titres                         | Finales                        |
|         | Tournois classés                 | 0                              | 1                              |
|         | Tournois non classés             | 2                              | 1                              |
|         | Tournois pro-am                  | 1                              | 0                              |
|         | Tournois du circuit du challenge | 1                              | 0                              |
|         | Tournois amateurs                | 0                              | 1                              |
| Gras    | Tournois de la triple couronne   | Tournois de la triple couronne | Tournois de la triple couronne |

### Titres
| Saison    | Nom du tournoi                                                        | Lieu           | Finaliste    | Score | Tableau |
| 1985-1986 | Open Watney                                                           | Londres        | Andrew Shaw  | 3-1   | Tableau |
| 1985-1986 | Séries qualificatives pour le circuit professionnel 87/88 (épreuve 4) | Burnham-on-Sea | Jim Chambers | 5-1   |         |
| 1988-1989 | Tournoi de la WPBSA (épreuve 1)                                       | Leeds          | Alex Higgins | 5-4   | Tableau |
| 1991-1992 | Championnat du monde de match-play                                    | Doncaster      | Steve Davis  | 18-11 | Tableau |

### Finales perdues
| Saison    | Nom du tournoi                             | Lieu       | Vainqueur      | Score | Tableau |
| 1990-1991 | Open de Grande-Bretagne                    | Derby      | Stephen Hendry | 9-10  | Tableau |
| 1992-1993 | Masters d'Écosse                           | Motherwell | Neal Foulds    | 8-10  | Tableau |
| 2007-2008 | Séries internationales Pontins (épreuve 1) | Prestatyn  | Simon Bedford  | 3-6   |         |